# Ronde van Spanje 2012/Tweede etappe
De tweede etappe van de Ronde van Spanje 2012 was een vlakke rit en werd verreden op 19 augustus 2012 over een afstand van 180,0 km van Pamplona naar Viana. De vlakke rit werd gewonnen door de Duitser John Degenkolb, in dienst van Argos-Shimano.

## Verslag
Met een renner minder vertrok het peloton richting Viana. Na zes kilometer sprongen vier renners, waaronder Niki Terpstra, weg. Omdat Terpstra een bedreiging vormde voor de rodetruidrager, liet hij zich terug zakken om de kansen voor de andere drie te vergroten. Echter na 167 kilometer koersen werden ook de andere drie door het peloton achterhaald.
In een massasprint was de Duitser John Degenkolb de rest van het peloton te slim af. Na de tweede etappe behield de Spanjaard Jonathan Castroviejo de rode trui. De blauwe bolletjes trui werd behaald door de Spanjaard Javier Chacón, die daarmee ook het combinatie-klassement leidt. Het puntenklassement wordt geleid door de dagwinnaar, Degenkolb.

## Rituitslag
| Rituitslag |                   |                     |          |
| Plaats     | Naam              | Ploeg               | Tijd     |
| Winnaar    | John Degenkolb    | Argos-Shimano       | 4u38'40" |
| 2          | Allan Davis       | Orica-GreenEdge     | z.t.     |
| 3          | Ben Swift         | Sky ProCycling      | z.t.     |
| 4          | Elia Viviani      | Liquigas-Cannondale | z.t.     |
| 5          | Klaas Lodewijck   | BMC Racing Team     | z.t.     |
| 6          | Vicente Reynés    | Lotto-Belisol       | z.t.     |
| 7          | Davide Cimolai    | Lampre-ISD          | z.t.     |
| 8          | Gianni Meersman   | Lotto-Belisol       | z.t.     |
| 9          | Manuel Cardoso    | Caja Rural          | z.t.     |
| 10         | Daniele Bennati   | Radioshack-Nissan   | z.t.     |
|            |                   |                     |          |
| 14         | Dennis van Winden | Rabobank            | z.t.     |

## Klassementen
| Algemeen Klassement |                      |                        |          |
| Plaats              | Naam                 | Ploeg                  | Tijd     |
| Rode trui           | Jonathan Castroviejo | Team Movistar          | 4u57'31" |
| 2                   | Javier Moreno        | Team Movistar          | z.t.     |
| 3                   | Beñat Intxausti      | Team Movistar          | z.t.     |
| 4                   | Nairo Quintana       | Team Movistar          | z.t.     |
| 5                   | Alejandro Valverde   | Team Movistar          | z.t.     |
| 6                   | Juan José Cobo       | Team Movistar          | + 4"     |
| 7                   | Dennis van Winden    | Rabobank               | + 10"    |
| 8                   | Niki Terpstra        | Omega Pharma-Quickstep | z.t.     |
| 9                   | Kevin De Weert       | Omega Pharma-Quickstep | z.t.     |
| 10                  | Alessandro Ballan    | BMC Racing Team        | z.t.     |

| Ploegenklassement |                        |           |
| Plaats            | Ploeg                  | Tijd      |
|                   | Team Movistar          | 14u14'51" |
| 2                 | Omega Pharma-Quickstep | + 10"     |
| 3                 | Rabobank               | z.t.      |
| 4                 | BMC Racing Team        | z.t.      |
| 5                 | Sky ProCycling         | + 12"     |
| 6                 | Lotto-Belisol          | z.t.      |
| 7                 | Saxo Bank-Tinkoff Bank | + 14"     |
| 8                 | Team Katjoesja         | + 15"     |
| 9                 | Euskaltel-Euskadi      | + 27"     |
| 10                | Orica-GreenEdge        | + 33"     |

## Nevenklassementen
| Puntenklassement |                   |                 |        |
| Plaats           | Naam              | Ploeg           | Punten |
| Groene trui      | John Degenkolb    | Argos-Shimano   | 25     |
| 2                | Allan Davis       | Orica-GreenEdge | 20     |
| 3                | Ben Swift         | Sky ProCycling  | 16     |
|                  |                   |                 |        |
| 5                | Klaas Lodewijck   | BMC Racing Team | 12     |
| 16               | Dennis van Winden | Rabobank        | 2      |

| Bergklassement        |                  |                |        |
| Plaats                | Naam             | Ploeg          | Punten |
| Bolletjestrui (blauw) | Javier Chacón    | Andalucía      | 3      |
| 2                     | Javier Aramendia | Caja Rural     | 2      |
| 3                     | Michail Ignatiev | Team Katjoesja | 1      |

| Combinatieklassement |                  |                |        |
| Plaats               | Naam             | Ploeg          | Punten |
| Witte trui           | Javier Chacón    | Andalucía      | 129    |
| 2                    | Javier Aramendia | Caja Rural     | 185    |
| 3                    | Michail Ignatiev | Team Katjoesja | 206    |

1e etappe ·
2e etappe ·
3e etappe ·
4e etappe ·
5e etappe ·
6e etappe ·
7e etappe ·
8e etappe ·
9e etappe ·
10e etappe ·
11e etappe ·
12e etappe ·
13e etappe ·
14e etappe ·
15e etappe ·
16e etappe ·
17e etappe ·
18e etappe ·
19e etappe ·
20e etappe ·
21e etappe
Startlijst · Eindstanden · Afbeeldingen